# Olesicampe cavigena
Olesicampe cavigena là một loài tò vò trong họ Ichneumonidae.